# پاوینتانت
پاوینتانت (انگلیسی: Pavinetant) یک آنتاگونیست گیرنده نوروکینین-3 (NK3) با مولکول کوچک، فعال خوراکی و انتخابی است که برای درمان گرگرفتگی و سندرم تخمدان پلی کیستیک (PCOS) در دست توسعه است. همچنین برای درمان اسکیزوفرنی تحت بررسی بود.